# Bewegingsparadox (grammatica)
Met bewegingsparadox wordt in de theoretische taalkunde het ogenschijnlijk onverklaarbare verschijnsel bedoeld dat een bepaalde volgorde van de zinsdelen noodzakelijk is om de zin als geheel goed te laten lopen. Aan de hand van de volgende Engelse zinsparen wordt duidelijk wat hiermee is bedoeld:
- We talked about the fact that he was sick for days. (mogelijk)
- The fact that he was sick, we talked about for days. (mogelijk)
- We talked about that he was sick for days. (niet mogelijk)
- That he was sick, we talked about for days. (mogelijk)

Het feit dat bij het tweede zinspaar de grammaticale tweede zin rechtstreeks valt af te leiden van de ongrammaticale eerste blijkt moeilijk te rijmen met de traditionele transformationele taalkunde, waarin de correcte oppervlaktevorm altijd wordt afgeleid van de onderliggende vorm. Voorstanders van de lexicale functionele grammatica gebruiken deze paradox daarom als argument om hun eigen theorie te onderbouwen.
Het verschijnsel parasitisch gat is nauw verwant aan de bewegingsparadox, met als verschil dat het in dit verband hoofdzakelijk het weglaten van anaforen betreft en de zin als geheel wordt herschreven.